# Gokoku Maru
El Gokoku Maru fue uno de los tres miembros de la Clase Hokoku Maru junto al Aikoku Maru y el Hokoku Maru, construidos originalmente como transatlánticos mixtos para la Osaka KK Lines para operar en rutas comerciales sudamericanas y africanas en el período de entreguerras.
El  Gokoku Maru fue requisado en pleno desarrollo del Frente del Pacífico estando en fase de terminaciones por la Armada Imperial Japonesa y sirvió como crucero auxiliar en la Segunda Guerra Mundial.

## Historia

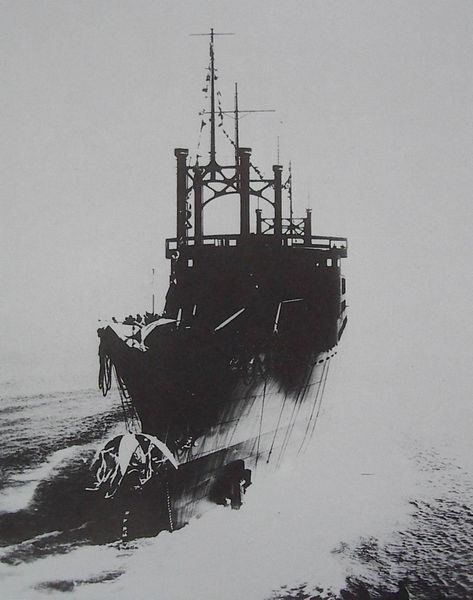
Botadura del Gokoku Maru en 1942.

El Gokoku Maru fue requisado en plena guerra, el 27 de julio de 1942 por la Armada Imperial Japonesa y transformado en crucero auxiliar artillado y luego asignado a la 24.ª escuadra de buques auxiliares de la Flota Combinada japonesa.
Fue asignado a Singapur y Rabaul para asumir funciones de abastecimiento de submarinos y transporte de tropas. A fines de diciembre de 1942, fue asignado a la 8.ª flota de Mikawa para la conquista de Mandang en Nueva Guinea y Guadalcanal como transporte de tropas.
Fue alcanzado en el curso de esas acciones por una bomba de un B-17 en la proa sin consecuencias mayores y además sobrevivió a un ataque de torpedos del USS Albacore, pero uno de los torpedos alcanzó al crucero ligero Tenryū que lo acompañaba y lo hundió.
En 1943, el Gokoku Maru mostró mucha actividad, teniendo como base a Rabaul. Sirvió como transporte de tropas en diferentes  escenarios en las Islas Molucas, Nueva Guinea, Truk y Shanghái; y en noviembre de ese año, escapó a un ataque de bombarderos B-24 Liberator sin consecuencias.
El 27 de diciembre de 1943, el Gokoku Maru fue torpedeado por el USS Gurnard, siendo impactado por dos torpedos en las afueras de la isla de Honshu, pero logró mantenerse a flote y alcanzó Yokosuka para reparaciones de emergencia y luego fue transferido a Yokohama para reparaciones formales que se extendieron hasta junio de 1944.
El 9 de julio de 1944, navegando cerca de Dávao, escapó a una salva de torpedos del USS Dace, siendo tocado por dos torpedos que no detonaron y el Gokoku Maru arrojó a su vez cargas de profundidad sin éxito.
El 20 de septiembre de 1944, fue atacado por bombarderos B-24 Liberator y una de las bombas impactó a popa, destruyendo sus hélices. Fue llevado a remolque hasta la isla de Mako y de allí llevado a Kure, donde llegó el 25 de ese mismo mes para reparaciones mayores que duraron hasta el 7 de noviembre de 1944.
El 10 de noviembre de 1944, la suerte que había acompañado al Gokoku Maru desapareció cuando fue impactado por tres torpedos lanzados por el USS Barb a la salida del Canal de Sasebo, como consecuencia fue inundado con una escora de 30°. El capitán del Gokoku Maru intentó ganar la orilla para vararlo; pero el malogrado buque fue rematado por otros dos torpedos lanzados casi a quemarropa por el mismo submarino estadounidense. 323 miembros de su tripulación se perdieron con el barco.